# Joanne Carter
Joanne (Jo, Joey) Carter (Sydney, 17 april 1980) is een Australisch voormalig kunstschaatsster. Ze nam deel aan twee edities van de Olympische Winterspelen: Nagano 1998 en Turijn 2006. Carter viel nooit in de prijzen bij grote internationale wedstrijden.

## Biografie
Carter, meervoudig Australisch kampioen met Engelse roots, begon op vierjarige leeftijd met kunstschaatsen. Ze nam vier keer deel aan de wereldkampioenschappen. Haar beste prestatie op de WK was de 11e plaats in 1997, het beste resultaat van een Australische kunstrijdster ooit. Bij haar acht deelnames aan de viercontinentenkampioenschappen eindigde ze vier keer in de top tien, in 2005 werd ze 4e (eveneens het beste resultaat van een Australische tot dan toe). Carter nam twee keer deel aan de Olympische Winterspelen: ze eindigde als 12e in 1998 en als 25e in 2006. Ze was in het seizoen 1999/00 uitgeschakeld door een knieblessure; hierdoor was ze jaren uit de running. In 2007 ging ze schaatsen met de ijsshow Holiday on Ice.

## Belangrijke resultaten
| Kampioenschap                | 93/94 | 94/95 | 95/96 | 96/97 | 97/98         | 98/99         |               | 00/01         | 01/02         | 02/03         | 03/04         | 04/05         | 05/06         | 06/07         | 07/08         |
| ---------------------------- | ----- | ----- | ----- | ----- | ------------- | ------------- | ------------- | ------------- | ------------- | ------------- | ------------- | ------------- | ------------- | ------------- | ------------- |
| Olympische Spelen            |       |       |       |       | 12e           |               |               |               |               |               |               |               | 25e           |               |               |
| Wereldkampioenschap          |       |       |       | 11e   | 13e           |               |               |               |               |               |               | 16e           |               | 20e           |               |
| Viercontinentenkampioenschap |       |       |       |       |               | 9e            |               | 12e           | 13e           | 15e           | 10e           | 4e            | 8e            | 16e           |               |
| Nationaal kampioenschap      |       | Goud  | Goud  | Goud  | Goud          | Goud          |               |               | Brons         | Zilver        | Zilver        | Zilver        | Zilver        | Goud          | Goud          |
| WK junioren                  |       | 19e   | 19e   | 16e   | geen deelname | geen deelname | geen deelname | geen deelname | geen deelname | geen deelname | geen deelname | geen deelname | geen deelname | geen deelname | geen deelname |
| NK junioren                  | Goud  |       |       |       | geen deelname | geen deelname | geen deelname | geen deelname | geen deelname | geen deelname | geen deelname | geen deelname | geen deelname | geen deelname | geen deelname |